# 야사카역 (도쿄도)
야샤카역(일본어: 八坂駅)은 일본 도쿄도 히가시무라야마시에 있는 철도역이다.
이 역과 다음역인 무사시야마토 역 사이에 메구리타 신호장이 있으며, 복선 구간이다.

## 타는 곳
| ↑ 하기야마     |
| 1 \|           |
| 무사시야마토 ↓ |

| ■ 다마코 선 | 상행선 | 하기야마・고쿠분지・ 하이지마 선으로 직결 운행 고다이라・ 신주쿠 선으로 직결 운행 세이부 신주쿠 방면 |
| ■ 다마코 선 | 하행선 | 세이부 유원지 방면                                                                                   |

## 역세권 정보
- 이 역 부근에서 고쿠분지 선과 입체 교차를 한다.

## 역사
- 1942년 10월 1일: 영업 개시.
- 2000년: 역사 개축.

## 사진

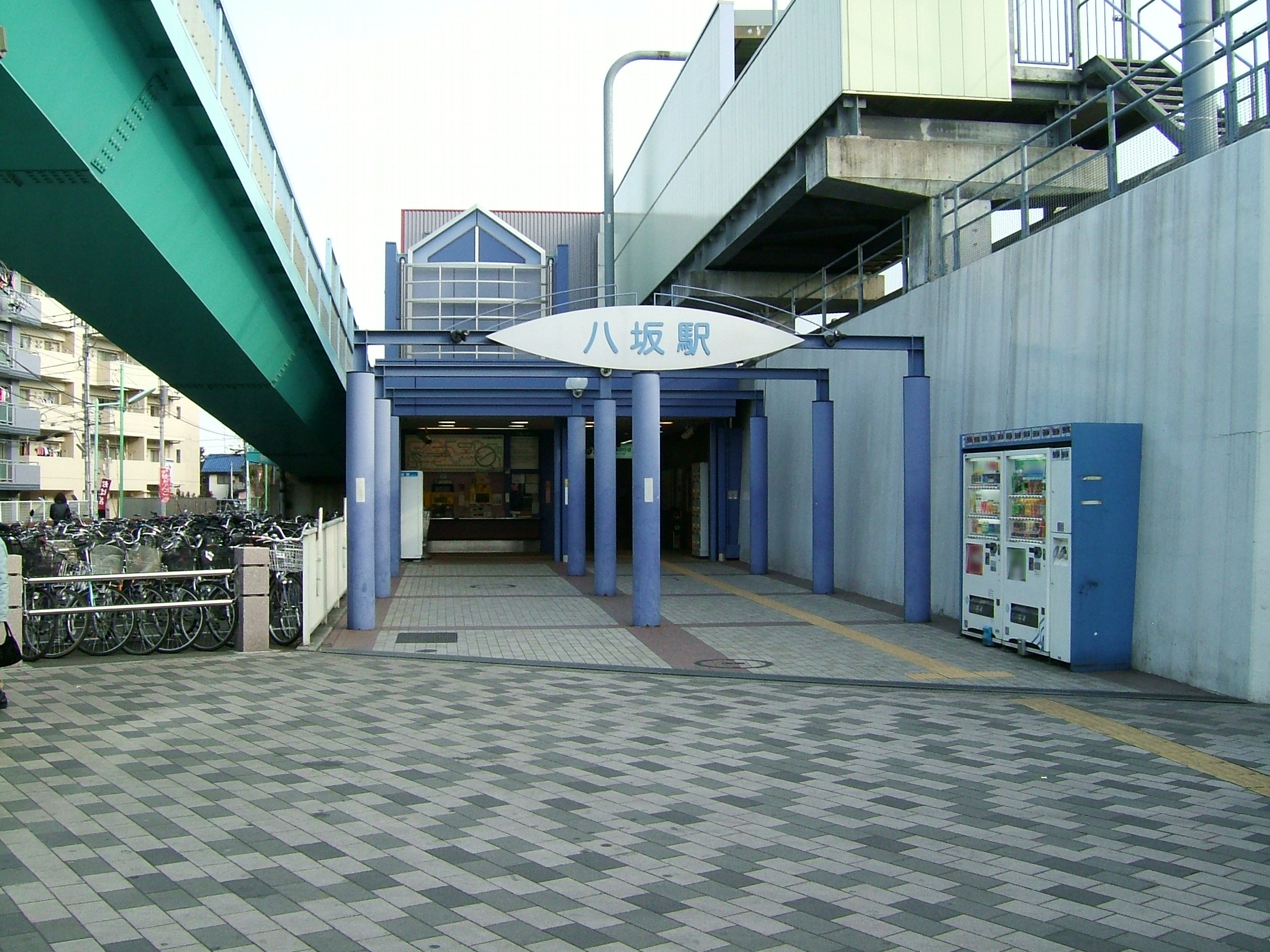
출입구 모습

## 인접역
| 세이부 철도■다마코 선            | 세이부 철도■다마코 선 | 세이부 철도■다마코 선           |
| -------------------------------- | --------------------- | ------------------------------- |
| 하기야마 고쿠분지, 고다이라 방면 | ■보통                 | 무사시야마토 세이부 유원지 방면 |